# 五日市線
五日市線（いつかいちせん）は、東京都昭島市の拝島駅からあきる野市の武蔵五日市駅までを結ぶ東日本旅客鉄道（JR東日本）の鉄道路線（幹線）である。駅ナンバリングで使われる路線記号はJC。
全区間が旅客営業規則の定める大都市近郊区間の「東京近郊区間」、およびIC乗車カード「Suica」の首都圏エリアに含まれている。ラインカラーは中央線・青梅線と共通のオレンジバーミリオン（■）が使用されている。

## 概要
東京地区の電車特定区間（E電）の路線の一つであり、青梅線と八高線が接続する拝島駅から西へ延び、東京都西部の昭島・福生・あきる野の各都市を結ぶ。一部列車は青梅線に直通し、立川駅まで乗り入れる。
かつては、武蔵五日市駅から拝島駅方面にあった三内信号扱所まで戻ってスイッチバックし、武蔵岩井駅に向かう岩井支線（正式には本線の末端区間）があったが廃線となり、現在は西東京バスの武蔵五日市駅 - 松尾・つるつる温泉間の路線バスで代替している。武蔵五日市駅が廃線跡を活用する形で高架化・改築されたため、同駅手前に僅かに残る廃線跡は保線作業機械の留置などに使用されている。

## 路線データ
- 路線距離（営業キロ）：11.1 km[2]
- 管轄（事業種別）：東日本旅客鉄道（第一種鉄道事業者）
- 軌間：1,067 mm
- 駅数：7（起終点駅を含む）[2]
  - 五日市線所属駅に限定する場合、青梅線所属の拝島駅[3]が除外され、6駅となる。なお、所属駅はすべて拝島駅の管理下にある。
- 複線区間：なし（全線単線）
- 電化区間：全線（直流1,500 V・架空電車線方式）
- 閉塞方式：自動閉塞式
- 保安装置：ATS-P
- 最高速度：85 km/h
- 運転指令所：東京総合指令室
  - 準運転取扱駅（入換時は駅が信号を制御）：拝島駅
- 列車運行管理システム：東京圏輸送管理システム(ATOS)
- 大都市近郊区間：全線（東京近郊区間）
- 電車特定区間：全線
- IC乗車カード対応区間：全線（Suica首都圏エリア）

全線が八王子支社の管轄である。

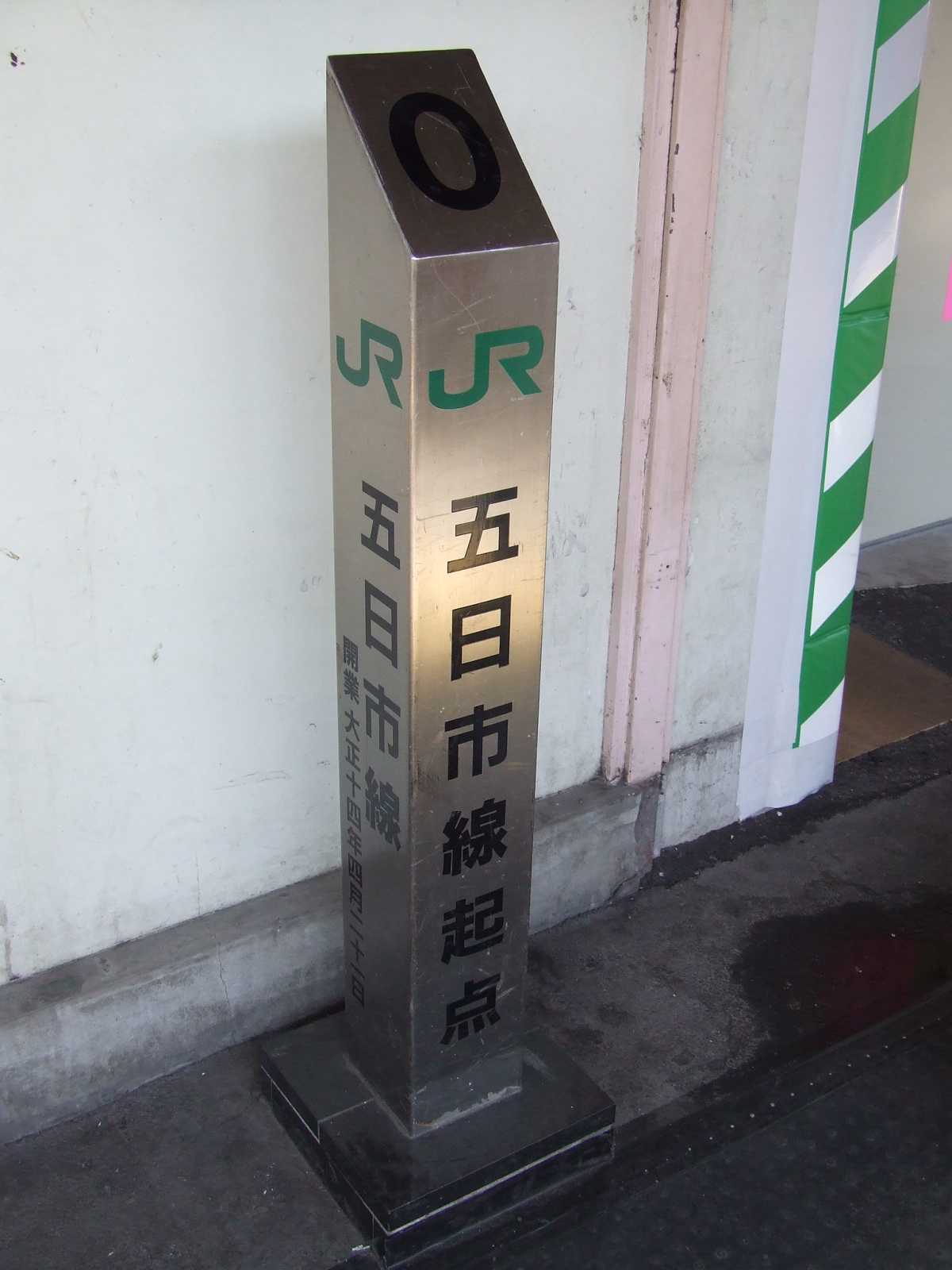
五日市線0キロポスト（拝島駅構内）

## 歴史

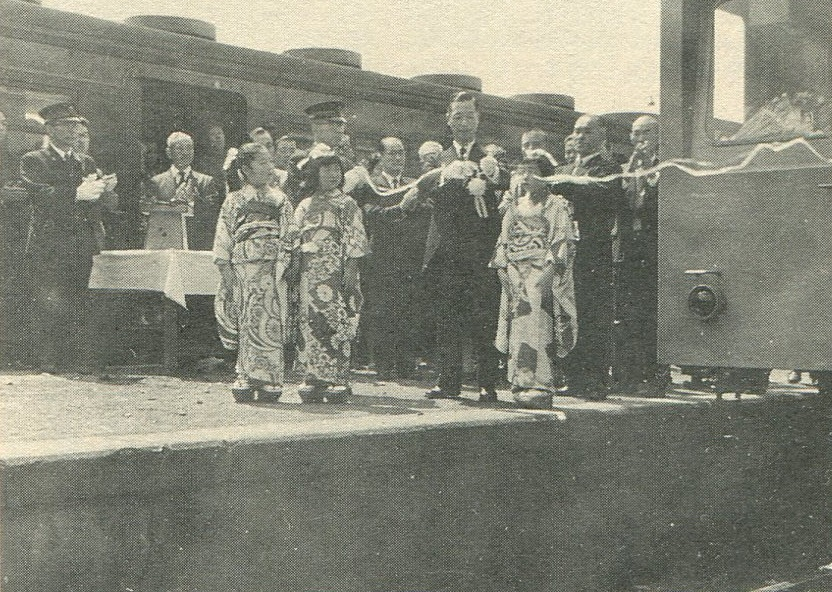
電化開通記念式典の様子
（1961年2月17日）

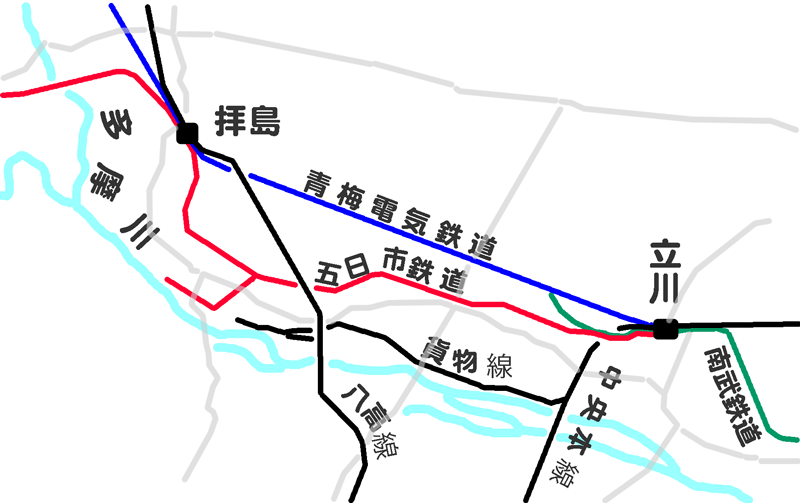
立川 - 拝島間の旧線（五日市鉄道）と現在の青梅線（青梅電気鉄道）の経路を表した地図

五日市線は浅野財閥の私鉄五日市鉄道が建設したものである。1930年に立川駅 - 拝島駅 - 武蔵五日市駅 - 武蔵岩井駅間が全通し、立川駅 - 拝島駅間は青梅電気鉄道（現在の青梅線）とは別の遠回り（南側）のルートで並行していた。1940年に同じく浅野財閥の私鉄南武鉄道に合併され、同社の五日市線となったが、1944年に南武鉄道が戦時買収により国有化され、本路線も鉄道省の五日市線となった。その際、青梅線と並行し遠回りとなっていた立川駅 - 拝島駅間は不要不急線として休止され、戦後復活することはなかった。
ただし、立川駅 - 武蔵上ノ原駅と、旧・南武鉄道の武蔵上ノ原駅 - 西立川駅間の線路は現在も南武線・中央本線下り線（立川駅南側）との連絡線（青梅短絡線）として利用されている。その他の廃線跡については一部宅地化されているが、昭島市内の「五鉄通り」や新奥多摩街道の一部のように道路として転用された区間もある。

### 年表
- 1925年（大正14年）
  - 4月21日：五日市鉄道が拝島仮停車場 - 五日市駅間（6.6M≒10.62 km）が開業[4]。拝島仮停車場・東秋留駅・西秋留駅・増戸駅・五日市駅が開業[4]。
  - 5月15日：拝島駅 - 拝島仮停車場間（0.3M≒0.48 km）が延伸開業し青梅電気鉄道の既設駅に乗入れ[4]。拝島仮停車場が廃止[4]。
  - 5月16日：増戸駅が武蔵増戸駅に改称[4]。
  - 6月1日：五日市駅が武蔵五日市駅に改称[4]。
  - 9月20日：武蔵五日市駅 - 武蔵岩井駅間（1.7M≒2.74 km）が延伸開業[4]。大久野駅・武蔵岩井駅が開業[4]。
- 1926年（大正15年）7月1日：貨物駅として多摩川駅（後の武蔵多摩川駅）が開業[4]。
- 1930年（昭和5年）
  - 4月1日：営業距離がマイル表記からメートル表記に変更[4]。（8.6M→13.9 km）
  - 4月4日：病院前停留場の新設が認可[4]。
  - 7月13日：立川駅 - 拝島駅間 (8.1 km) が延伸開業[4]。武蔵上ノ原駅・郷地駅・武蔵福島停留場・南中神駅・宮沢停留場・大神停留場・武蔵田中停留場・南拝島駅が開業[4]。
- 1931年（昭和6年）
  - 5月28日：熊川停留場が開業[4]。
  - 5月29日：武蔵田中停留場の駅への変更が認可。
  - 10月30日：熊川停留場の駅への変更が認可[4]。
  - 12月8日：貨物支線 武蔵田中駅 - 拝島多摩川駅間 (1.6 km) が開業[4]。貨物駅として拝島多摩川駅が開業。多摩川駅が武蔵多摩川駅に改称[4]。
- 1940年（昭和15年）10月3日：南武鉄道と合併し、同社五日市線となる[4]。武蔵多摩川駅が廃止[4]。
- 1943年（昭和18年）10月：南武鉄道、青梅電気鉄道、奥多摩電気鉄道の合併契約締結[4]。
- 1944年（昭和19年）
  - 4月1日：買収・国有化され、五日市線となる[5]。停留場が駅に変更。病院前停留場が武蔵引田駅に改称[4]。武蔵上ノ原駅・宮沢停留場・武蔵田中駅が廃止。貨物支線（武蔵田中 - 拝島多摩川間）の起点が南拝島駅に変更 (+1.4 km)[4]。武蔵五日市駅 - 武蔵岩井駅間で改キロ (-0.1 km)。
  - 10月11日：本線 立川駅 - 拝島駅間 (8.1 km)、貨物支線 南拝島駅 - 拝島多摩川駅間 (3.0 km) が休止（実質廃止）。郷地駅・武蔵福島駅・南中神駅・大神駅・南拝島駅・拝島多摩川駅が休止[6]。旧五日市鉄道、大神駅跡モニュメント（2018年5月）

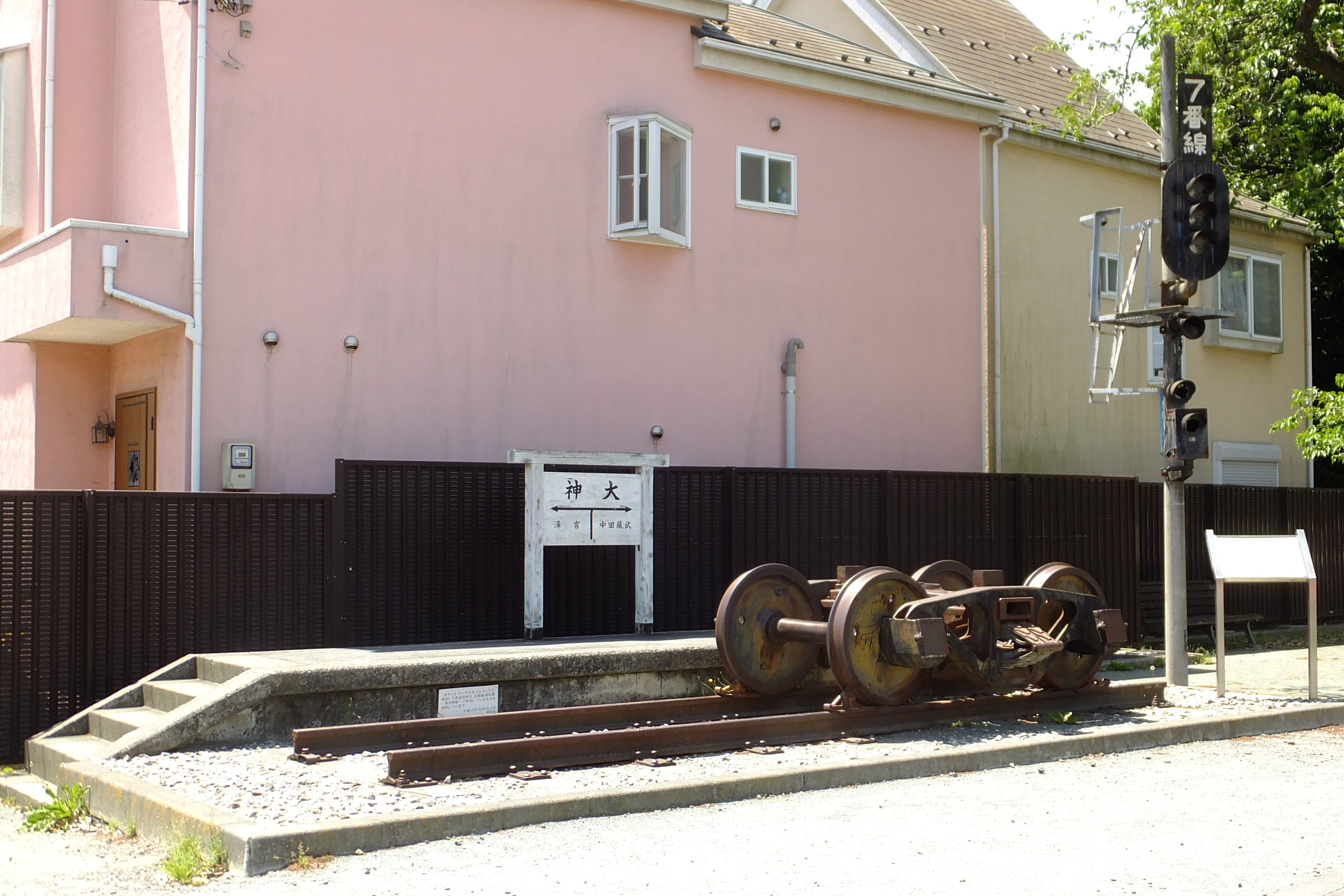
旧五日市鉄道、大神駅跡モニュメント（2018年5月）

- 1949年（昭和24年）6月1日：日本国有鉄道が発足し、承継。
- 1957年（昭和32年）5月19日：気動車を導入[7]。
- 1961年（昭和36年）4月17日：全線（拝島駅 - 武蔵岩井駅間）を電化（直流1,500 V）[4]。これまで八高線と共通運用であった八王子機関区の気動車や蒸気機関車牽引で旧型客車を使用していた列車を全列車青梅電車区所属の電車に置き換え。
- 1971年（昭和46年）2月1日：本線 大久野駅 - 武蔵岩井駅間 (0.6 km) が廃止[新聞 1]。武蔵岩井駅が廃止。武蔵五日市駅 - 大久野駅間の旅客営業が廃止され、貨物支線になる[4]。全線に列車集中制御装置 (CTC) が導入[4]。中央線東京駅への直通電車を新設[新聞 2][新聞 3]。
- 1978年（昭和53年）3月29日：旧型国電車両が引退し、101系に置き換えられる[4]。
- 1982年（昭和57年）11月15日：貨物支線 武蔵五日市駅 - 大久野駅間 (2.1 km) が廃止[4]。大久野駅が廃止[8]。立川駅 - 武蔵五日市駅間の貨物営業廃止[4]。
- 1987年（昭和62年）
  - 3月31日：西秋留駅が秋川駅に改称[4]。
  - 4月1日：国鉄分割民営化により東日本旅客鉄道が承継[4]。
- 1996年（平成8年）7月6日：武蔵五日市駅が高架化[4]。
- 1998年（平成10年）4月1日：東日本旅客鉄道八王子支社の発足により、全線の管轄がこれまでの東京地域本社（現・首都圏本部）から八王子支社に移される。
- 2000年（平成12年）12月2日：ダイヤ改正に伴い、全列車6両化[9]。
- 2007年（平成19年）3月18日：中央線直通の201系がE233系に置き換えられる[4]。
- 2008年（平成20年）3月15日：E233系使用列車でドアの半自動扱いを通年で開始[報道 1]。
- 2017年（平成29年）2月12日：東京圏輸送管理システム (ATOS) 導入に伴い、運転指令所が拝島CTCセンターから東京総合指令室に変更される。
- 2020年（令和2年）4月9日：車内換気向上のため、E233系使用列車で12年ぶりにドアの自動扱いを開始[報道 2]。
- 2022年（令和4年）3月12日：ダイヤ改正により、「ホリデー快速あきがわ」を除いて立川以遠の中央線との直通列車設定がなくなる[報道 3]。
- 2023年（令和5年）3月12日：「ホリデー快速あきがわ」がこの日限りで運転終了。これにより中央線との直通運転が終了した。
- 2026年（令和8年）7月1日（予定）：支社制から事業本部制への再編に伴い、八王子支社の管轄から八王子事業本部の管轄に変更[報道 4]。

## 運行形態
朝・夕の時間帯は約10 - 20分間隔、日中時間帯は30分間隔で運行されている。日中時間帯については、2015年3月のダイヤ改正により、20分間隔から30分間隔となった。
日中はすべて拝島駅 - 武蔵五日市駅間の線内運転である。通勤時間帯は主に青梅線立川駅までの直通運転、夜間は拝島発着の線内運転である。
2022年3月11日までは朝の上りや夕方の下りに、中央線新宿駅・東京駅まで直通する列車が平日、土曜・休日とも運転されていた。該当の列車は、青梅線青梅方面または八高線箱根ケ崎方面の列車と拝島駅で分割・併合を実施し、東京駅・新宿駅 - 拝島駅間は10両編成で運転していた。しかし、同年3月12日のダイヤ改正で直通列車は土休日の「ホリデー快速あきがわ」のみとなり、翌2023年3月18日のダイヤ改正で同列車が廃止されたことにより、中央線直通列車はすべて消滅した。

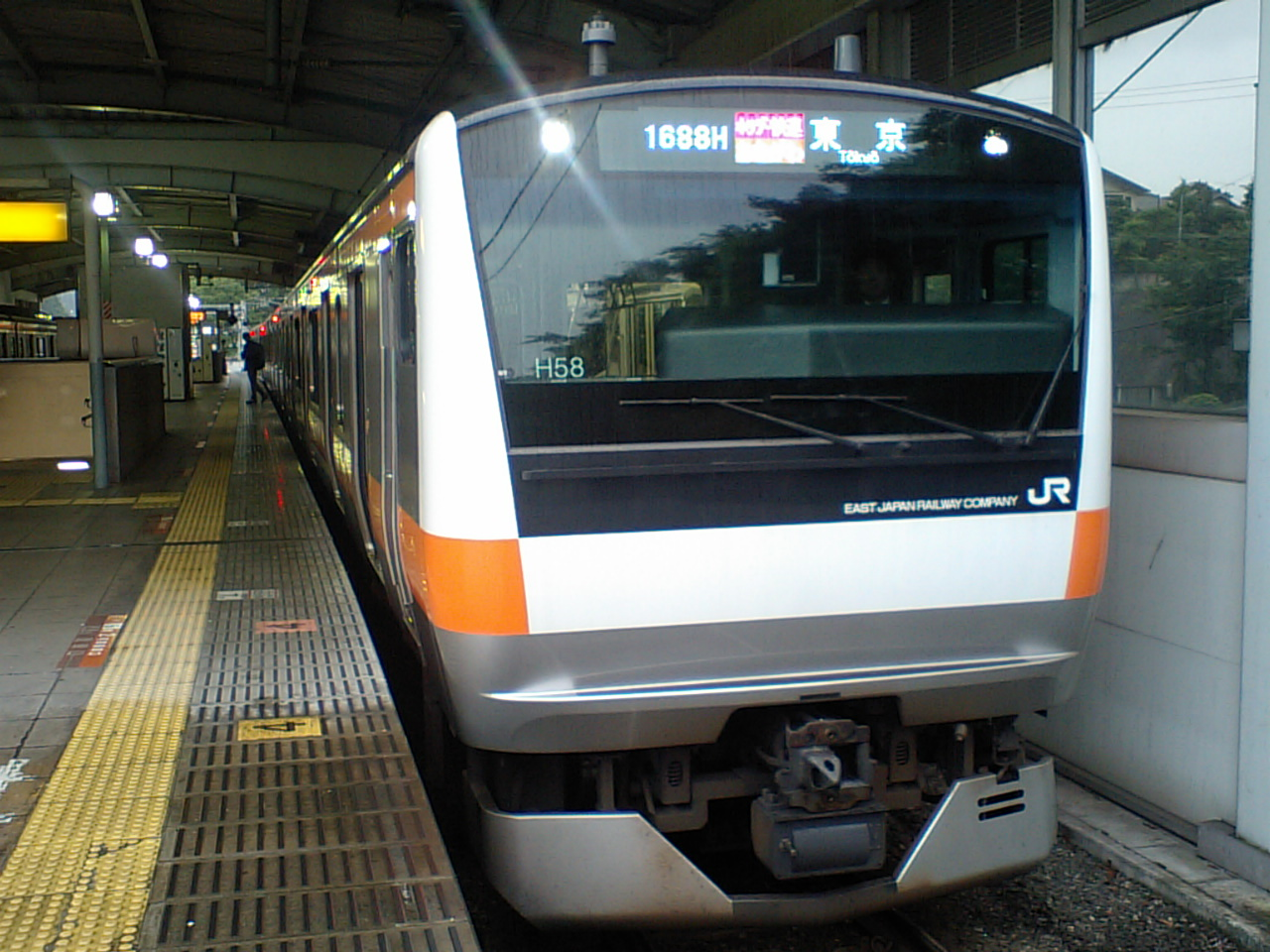
ホリデー快速あきがわ号

## 使用車両
すべて豊田車両センター所属のE233系の6両編成（土曜・休日の一部は4両編成）で運行される。中央本線と共通のオレンジバーミリオン（■）の帯が巻かれた電車が用いられる。E233系は2007年3月18日のダイヤ改正から中央線直通列車で運用を開始し、2008年3月までに青梅・五日市線内列車も含めE233系に統一された。E233系では中央線内で6両編成が東京寄りとなったため、平日朝の武蔵五日市発中央線直通の東京行先頭車両に女性専用車が導入されたが、2022年3月12日のダイヤ改正で平日の中央線直通列車の設定がなくなったため、女性専用車についても前日11日をもって設定を終了した。2008年3月15日のダイヤ改正より、ドアの通年半自動扱いを開始した。

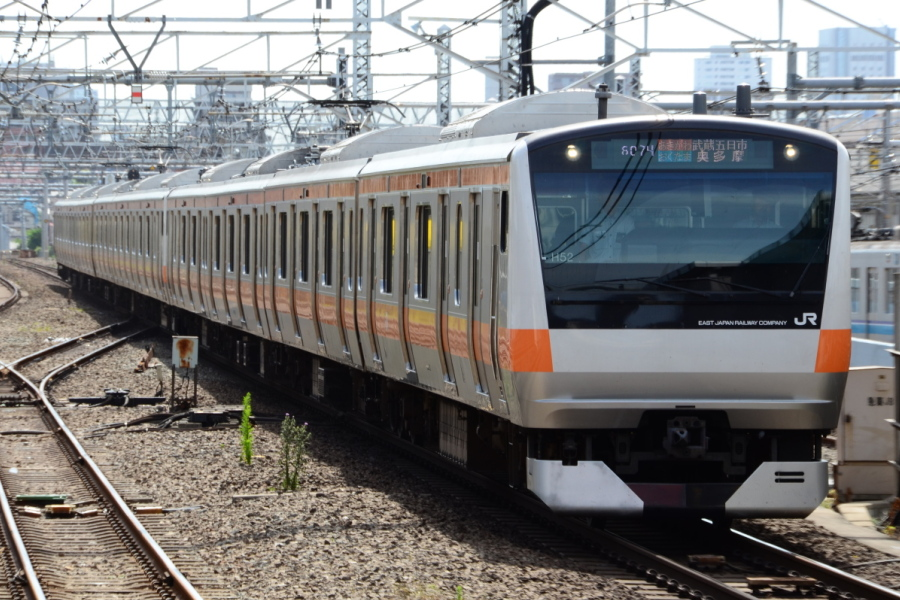
E233系 （2011年7月 中央線 中野駅）

### 過去の車両
非電化時代は蒸気機関車・客車・気動車が使用されていた。以下は主な入線実績のある車両。
気動車（1961年の電化まで）
- キハ10系
- キハ20系

電車（1961年の電化以降）
- 50系・31系・30系
- クモハ40・72系
- 101系
- 103系
- 201系
  - 2007年11月のE233系（専用編成）先行投入でいったん運用を離脱し、翌2008年2月の一斉置き換えで単独運用にのみ一時的に復活したが3月までにすべて運用終了となった。中央線直通列車にはE233系と共通で201系も使用されていたが、こちらも2008年3月のダイヤ改正で運用終了となったため、以後は例外なくE233系が使用されている。

## 駅一覧
- 定期列車は青梅線直通列車も含め全列車とも全駅に停車する。
- 線路（全線単線） …   ◇：列車交換可（途中駅）、 ∨・∧：列車交換可（起終点駅）、｜：列車交換不可
- 全駅東京都内に所在。

| 駅番号 | 駅名         | 営業キロ | 営業キロ | 接続路線                                                                        | 線路 | 所在地     |
| 駅番号 | 駅名         | 駅間     | 累計     | 接続路線                                                                        | 線路 | 所在地     |
| ------ | ------------ | -------- | -------- | ------------------------------------------------------------------------------- | ---- | ---------- |
| JC 55  | 拝島駅       | -        | 0.0      | 東日本旅客鉄道： 青梅線（立川方面へ直通あり）・■八高線 西武鉄道： 拝島線 (SS36) | ∨    | 昭島市     |
| JC 81  | 熊川駅       | 1.1      | 1.1      |                                                                                 | ｜   | 福生市     |
| JC 82  | 東秋留駅     | 2.4      | 3.5      |                                                                                 | ◇    | あきる野市 |
| JC 83  | 秋川駅       | 2.2      | 5.7      |                                                                                 | ◇    | あきる野市 |
| JC 84  | 武蔵引田駅   | 1.5      | 7.2      |                                                                                 | ｜   | あきる野市 |
| JC 85  | 武蔵増戸駅   | 1.3      | 8.5      |                                                                                 | ◇    | あきる野市 |
| JC 86  | 武蔵五日市駅 | 2.6      | 11.1     |                                                                                 | ∧    | あきる野市 |

2022年度の時点で、JR東日本自社による乗車人員集計の除外対象となる駅（完全な無人駅）は、熊川駅のみである。尚、武蔵増戸駅と武蔵引田駅は同一の一人の駅員が管理しており、二駅間を時間で交代する。そのため、二駅には駅員がいない時間がある。

### 廃止区間
- ( ) 内の数値は起点からの営業キロ

本線（1982年全線廃止）
武蔵五日市駅 (0.0) - 三内信号扱所 - 大久野駅 (2.1) - 武蔵岩井駅 (2.7)
- 三内信号扱所は武蔵五日市駅構内扱い。
- 大久野駅 - 武蔵岩井駅間は1971年廃止。また、武蔵五日市駅 - 武蔵岩井駅間の旅客営業も同時に廃止。
- 赤字83線と旅客営業の廃止が同時期だが、この区間はそれに該当しない。

本線（1944年休止）
立川駅 (0.0) - 武蔵上ノ原駅 (0.8) - 郷地駅 (2.1) - 武蔵福島駅 (2.8) - 南中神駅 (3.5) - 宮沢停留場 (4.5) - 大神駅 (5.1) - 武蔵田中駅 (5.5) - 南拝島駅 (6.6) - 拝島駅 (8.1)
- 武蔵上ノ原駅・宮沢停留場・武蔵田中駅はこの区間の廃線前に廃止。

貨物支線（1944年休止）
武蔵田中駅 (0.0) - （貨）拝島多摩川駅 (1.6)

### 廃駅
廃止区間にある駅を除く。( ) 内の数値は拝島駅起点の営業キロ。
- （貨）武蔵多摩川駅 - 1940年廃止、熊川駅 - 東秋留駅間 (2.0)

## 平均通過人員
各年度の平均通過人員（人/日）は以下のとおりである。
| 年度                   | 平均通過人員（人/日） | 出典   |
| 年度                   | 拝島 - 武蔵五日市     | 出典   |
| ---------------------- | --------------------- | ------ |
| 2011年度（平成23年度） | 26,544                | [ 12 ] |
| 2012年度（平成24年度） | 26,990                | [ 12 ] |
| 2013年度（平成25年度） | 27,322                | [ 12 ] |
| 2014年度（平成26年度） | 26,658                | [ 12 ] |
| 2015年度（平成27年度） | 26,115                | [ 12 ] |
| 2016年度（平成28年度） | 25,641                | [ 13 ] |
| 2017年度（平成29年度） | 25,368                | [ 13 ] |
| 2018年度（平成30年度） | 24,712                | [ 13 ] |
| 2019年度（令和元年度） | 24,113                | [ 13 ] |
| 2020年度（令和02年度） | 18,236                | [ 13 ] |
| 2021年度（令和03年度） | 19,513                | [ 14 ] |
| 2022年度（令和04年度） | 21,890                | [ 14 ] |
| 2023年度（令和05年度） | 22,954                | [ 15 ] |

## その他
沿線自治体では「JR五日市線複線化促進協議会」が結成され、JR東日本に対して要望活動を行っている。
東京都は、五日市線複線化の収支採算性と費用便益比（B/C）の分析を行った結果、「累積資金収支黒字転換年が41年以上又は累積資金収支が黒字に転換しない」かつ「B/Cが1.0未満」になったとしている。